# Лимбади
Лимба̀ди (на италиански: Limbadi) е малко градче и община в Южна Италия, провинция Вибо Валентия, регион Калабрия. Разположено е на 229 m надморска височина. Населението на общината е 3468 души (към 2012 г.).